# RSベルカンヌ
ルネッサンス・スポーティブ・デ・ベルカンヌ(アラビア語: النهضة الرياضية البركانية) とはモロッコのベルカンヌを本拠地とするサッカークラブである。

## 歴史
RSベルカンヌの起源とされるクラブはモロッコがフランスの保護下に置かれる前から存在していた。クラブは、Association Sportive deBerkaneの名前で1938年に設立された。当時は18人にも満たずモロッコ人とフランス人で構成された。
1971年にUnion Sportive de Berkaneというクラブと合併しRSベルカンヌは誕生した。

## タイトル

### 国内タイトル
- ボトラ：1回
  - 2024-25

- モロッコ・カップ：2回
  - 2018-19, 2020-21

### 国際タイトル
- CAFコンフェデレーションカップ：3回
  - 2019-20, 2021-22, 2024-25
- CAFスーパーカップ：1回
  - 2022

## 歴代所属選手
- アユブ・エル・カービ
- アブデルカデル・エル・ブラジ